# Diélimory Diabaté
Diélimory Diabaté – gwinejski trener piłkarski, były selekcjoner reprezentacji Gwinei.

## Kariera reprezentacyjna
W latach 1979–1981 Diabaté był selekcjonerem reprezentacji Gwinei. Prowadził ją w Pucharze Narodów Afryki 1980, jednak nie wyszedł z nią z grupy.